# Fondi interprofessionali
I fondi interprofessionali sono risorse finanziarie a disposizione delle imprese, gestiti da organismi autorizzati, di natura associativa e costituiti dalle associazioni datoriali e da quelle sindacali.

## In Italia

### Disciplina normativa
Già la legge n. 236/1993 permetteva  alle imprese di destinare alla formazione e aggiornamento dei propri dipendenti la quota pari allo 0,30 % dei versamenti INPS dei suddetti contributi.
Tuttavia la costituzione di veri e propri fondi dedicati venne prevista dall'art. 118 della legge 23 dicembre 2000 n. 388 (legge finanziaria 2001), sulla base di quanto già previsto dal punto d) dell'art. 17 della 24 giugno 1997 n. 196 (cosiddetto pacchetto Treu) che prevedeva il finanziamento di piani formativi, aziendali e territoriali, per mezzo di uno o più fondi gestiti da rappresentanti dei lavoratori e delle imprese.

### Utilizzo
I fondi possono finanziare interventi di informazione, formazione, addestramento e aggiornamento continuo dei lavoratori in tutti i settori: industria, commercio, servizi, agricoltura e Terziario 
Possono utilizzarli i dipendenti delle aziende che hanno aderito ai fondi e che sono in regola con i versamenti dei contributi integrativi per la disoccupazione involontaria.